# Secteur sombre
 (août 2021).
Si vous disposez d'ouvrages ou d'articles de référence ou si vous connaissez des sites web de qualité traitant du thème abordé ici, merci de compléter l'article en donnant les références utiles à sa vérifiabilité et en les liant à la section « Notes et références ».
En physique des particules, le secteur sombre (ou secteur caché) est un ensemble de particules et de champs quantiques hypothétiques visant à expliquer le défaut de masse de l'Univers et son accélération. Des particules telles que l'axion, le photon sombre ou le neutrino stérile n'interagiraient avec celles du modèle standard que par des interactions plus faibles que l'interaction faible, la gravitation ou un type d'interaction encore inconnu. De nouveaux bosons, dits bosons sombres, seraient les vecteurs de cette interaction.